# Olympische Winterspiele 2010/Eisschnelllauf
Bei den XXI. Olympischen Winterspielen 2010 in Vancouver fanden zwölf Wettbewerbe im Eisschnelllauf statt. Austragungsort war das Richmond Olympic Oval in Richmond.

## Bilanz

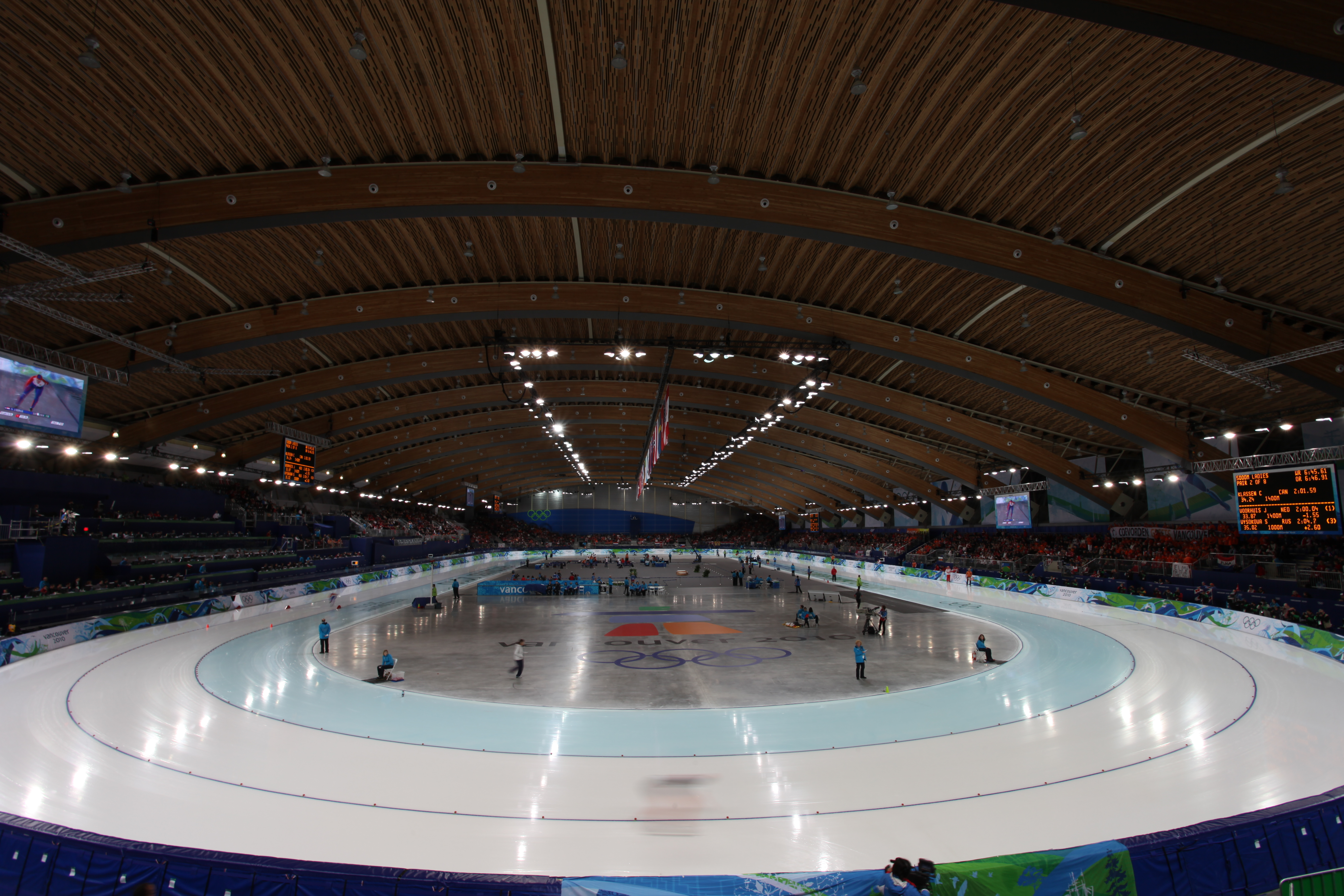
Richmond Olympic Oval

### Medaillenspiegel
| Platz | Land               | Gold | Silber | Bronze | Gesamt |
| ----- | ------------------ | ---- | ------ | ------ | ------ |
| 1     | Südkorea           | 3    | 2      | –      | 5      |
| 2     | Niederlande        | 3    | 1      | 3      | 7      |
| 3     | Kanada             | 2    | 1      | 2      | 5      |
| 4     | Tschechien         | 2    | –      | 1      | 3      |
| 5     | Deutschland        | 1    | 3      | –      | 4      |
| 6     | Vereinigte Staaten | 1    | 2      | 1      | 4      |
| 7     | Japan              | –    | 2      | 1      | 3      |
| 8     | Russland           | –    | 1      | 1      | 2      |
| 9     | China              | –    | –      | 1      | 1      |
| 9     | Norwegen           | –    | –      | 1      | 1      |
| 9     | Polen              | –    | –      | 1      | 1      |

### Medaillengewinner
| Konkurrenz     | Gold                                         | Silber                                                   | Bronze                                                 |
| -------------- | -------------------------------------------- | -------------------------------------------------------- | ------------------------------------------------------ |
| 500 m          | Mo Tae-bum                                   | Keiichirō Nagashima                                      | Jōji Katō                                              |
| 1000 m         | Shani Davis                                  | Mo Tae-bum                                               | Chad Hedrick                                           |
| 1500 m         | Mark Tuitert                                 | Shani Davis                                              | Håvard Bøkko                                           |
| 5000 m         | Sven Kramer                                  | Lee Seung-hoon                                           | Iwan Skobrew                                           |
| 10.000 m       | Lee Seung-hoon                               | Iwan Skobrew                                             | Bob de Jong                                            |
| Teamverfolgung | Mathieu Giroux Lucas Makowsky Denny Morrison | Brian Hansen Chad Hedrick Jonathan Kuck Trevor Marsicano | Jan Blokhuijsen Sven Kramer Simon Kuipers Mark Tuitert |

| Konkurrenz     | Gold                                                                                | Silber                                | Bronze                                                      |
| -------------- | ----------------------------------------------------------------------------------- | ------------------------------------- | ----------------------------------------------------------- |
| 500 m          | Lee Sang-hwa                                                                        | Jenny Wolf                            | Wang Beixing                                                |
| 1000 m         | Christine Nesbitt                                                                   | Annette Gerritsen                     | Laurine van Riessen                                         |
| 1500 m         | Ireen Wüst                                                                          | Kristina Groves                       | Martina Sáblíková                                           |
| 3000 m         | Martina Sáblíková                                                                   | Stephanie Beckert                     | Kristina Groves                                             |
| 5000 m         | Martina Sáblíková                                                                   | Stephanie Beckert                     | Clara Hughes                                                |
| Teamverfolgung | Daniela Anschütz-Thoms Stephanie Beckert Anni Friesinger-Postma Katrin Mattscherodt | Masako Hozumi Nao Kodaira Maki Tabata | Katarzyna Bachleda-Curuś Katarzyna Woźniak Luiza Złotkowska |

## Ergebnisse Männer

### 500 m
Datum: 15. Februar 2010, 15:30 Uhr
 

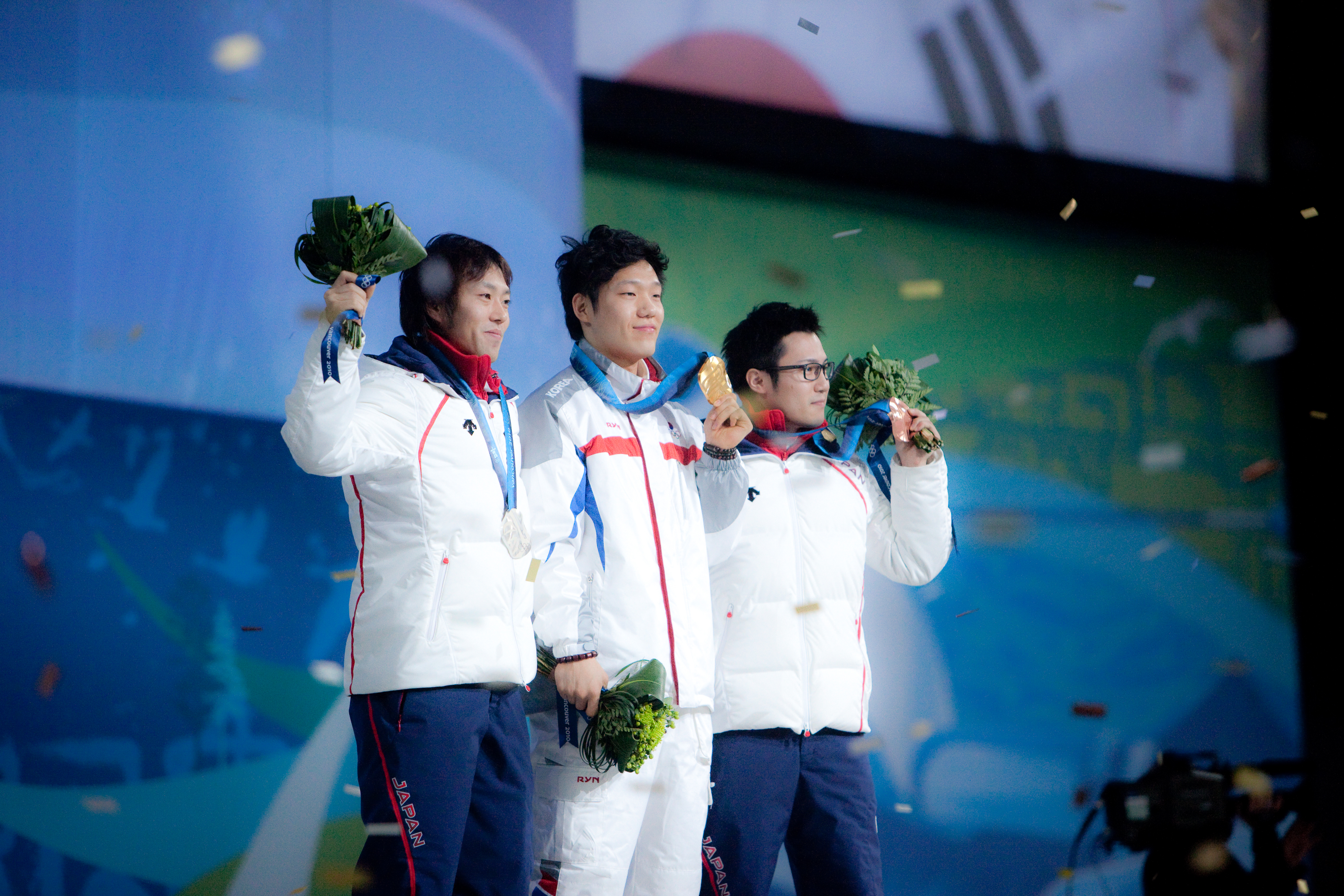
Siegerehrung

39 Teilnehmer aus 12 Ländern, davon 38 in der Wertung.
| Platz | Land | Sportler            | 1. Lauf (s) | 2. Lauf (s) | Gesamtzeit (min) |
| ----- | ---- | ------------------- | ----------- | ----------- | ---------------- |
| 1     | KOR  | Mo Tae-bum          | 34,92       | 34,90       | 1:09,82          |
| 2     | JPN  | Keiichirō Nagashima | 35,10       | 34,87       | 1:09,97          |
| 3     | JPN  | Jōji Katō           | 34,93       | 35,07       | 1:10,00          |
| 4     | KOR  | Lee Kang-seok       | 35,05       | 34,98       | 1:10,03          |
| 5     | FIN  | Mika Poutala        | 34,86       | 35,18       | 1:10,04          |
| 6     | NED  | Jan Smeekens        | 35,16       | 35,05       | 1:10,21          |
| 7     | CHN  | Yu Fengtong         | 35,11       | 35,12       | 1:10,23          |
| 8     | CAN  | Jamie Gregg         | 35,14       | 35,12       | 1:10,26          |
| 9     | CAN  | Jeremy Wotherspoon  | 35,09       | 35,18       | 1:10,27          |
| 10    | CHN  | Zhang Zhongqi       | 35,17       | 35,11       | 1:10,28          |
|       |      |                     |             |             |                  |
| 18    | GER  | Nico Ihle           | 35,53       | 35,53       | 1:11,06          |
| 23    | GER  | Samuel Schwarz      | 35,79       | 35,71       | 1:11,50          |

Das 500-Meter-Rennen war der zweite Eisschnelllaufwettkampf der Herren bei diesen Olympischen Spielen. Nach dem ersten von zwei Läufen, bei denen aufgrund der Chancengleichheit jeder Athlet einmal auf der Innenbahn und einmal auf der Außenbahn startet, führte der Finne Mika Poutala das Feld noch mit sechs Hundertstelsekunden Vorsprung an. Nach einem schwächeren zweiten Lauf fiel er aber noch auf Platz 5 zurück. Olympiasieger wurde der Koreaner Mo Tae-bum, der nach dem ersten Lauf auf Rang 2 lag. Mo gewann die Konkurrenz am Ende knapp mit 0,16 Sekunden vor dem Japaner Keiichirō Nagashima, der nach dem ersten Lauf noch auf Rang 6 rangierte, und dessen Landsmann Jōji Katō.

### 1000 m
Datum: 17. Februar 2010, 16:00 Uhr
 
38 Teilnehmer aus 13 Ländern, alle in der Wertung.
| Platz | Land | Sportler         | Zeit (min) |
| ----- | ---- | ---------------- | ---------- |
| 1     | USA  | Shani Davis      | 1:08,94    |
| 2     | KOR  | Mo Tae-bum       | 1:09,12    |
| 3     | USA  | Chad Hedrick     | 1:09,32    |
| 4     | NED  | Stefan Groothuis | 1:09,45    |
| 5     | NED  | Mark Tuitert     | 1:09,48    |
| 6     | NED  | Simon Kuipers    | 1:09,65    |
| 7     | USA  | Nick Pearson     | 1:09,79    |
| 8     | FIN  | Mika Poutala     | 1:09,85    |
| 9     | KOR  | Lee Kyu-hyeok    | 1:09,92    |
| 10    | USA  | Trevor Marsicano | 1:10,11    |
|       |      |                  |            |
| 16    | GER  | Samuel Schwarz   | 1:10,45    |
| 25    | GER  | Nico Ihle        | 1:11,04    |

### 1500 m
Datum: 20. Februar 2010, 16:15 Uhr
 

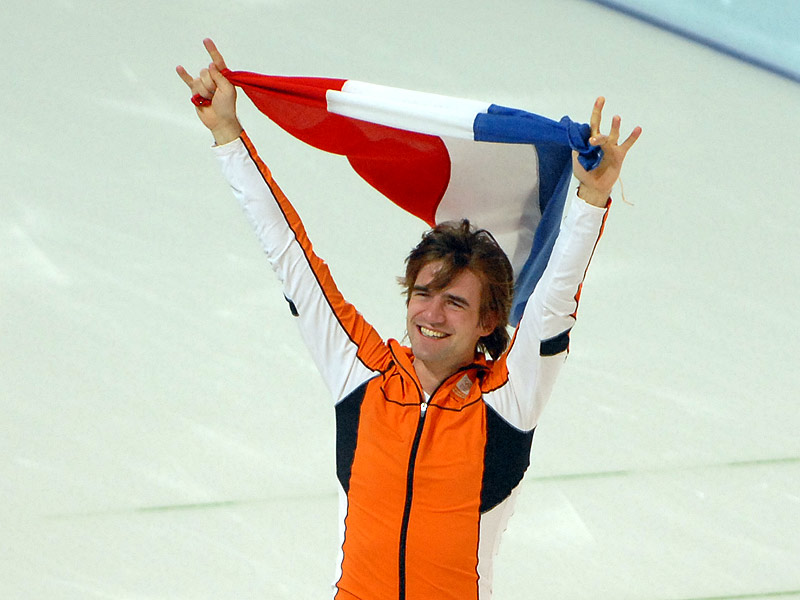
Mark Tuitert auf der Ehrenrunde

37 Teilnehmer aus 14 Ländern, alle in der Wertung.
| Platz | Land | Sportler              | Zeit (min) |
| ----- | ---- | --------------------- | ---------- |
| 1     | NED  | Mark Tuitert          | 1:45,57    |
| 2     | USA  | Shani Davis           | 1:46,10    |
| 3     | NOR  | Håvard Bøkko          | 1:46,13    |
| 4     | RUS  | Iwan Skobrew          | 1:46,42    |
| 5     | KOR  | Mo Tae-bum            | 1:46,47    |
| 6     | USA  | Chad Hedrick          | 1:46,69    |
| 7     | NED  | Simon Kuipers         | 1:46,76    |
| 8     | NOR  | Mikael Flygind Larsen | 1:46,77    |
| 9     | CAN  | Denny Morrison        | 1:46,93    |
| 10    | ITA  | Enrico Fabris         | 1:47,02    |
|       |      |                       |            |
| 32    | GER  | Samuel Schwarz        | 1:50,07    |

### 5000 m
Datum: 13. Februar 2010, 12:00 Uhr
 
28 Teilnehmer aus 16 Ländern, davon 27 in der Wertung.
| Platz | Land | Sportler            | Zeit (min)   |
| ----- | ---- | ------------------- | ------------ |
| 1     | NED  | Sven Kramer         | 6:14,60 (OR) |
| 2     | KOR  | Lee Seung-hoon      | 6:16,95      |
| 3     | RUS  | Iwan Skobrew        | 6:18,05      |
| 4     | NOR  | Håvard Bøkko        | 6:18,80      |
| 5     | NED  | Bob de Jong         | 6:19,02      |
| 6     | FRA  | Alexis Contin       | 6:19,58      |
| 7     | ITA  | Enrico Fabris       | 6:20,53      |
| 8     | NOR  | Henrik Christiansen | 6:24,80      |
| 9     | NED  | Jan Blokhuijsen     | 6:26,30      |
| 10    | NOR  | Sverre Haugli       | 6:27,05      |
|       |      |                     |              |
| 22    | GER  | Patrick Beckert     | 6:36,02      |
| 23    | GER  | Marco Weber         | 6:36,45      |
| 24    | SUI  | Roger Schneider     | 6:39,29      |
| 26    | GER  | Robert Lehmann      | 6:43,77      |

### 10.000 m
Datum: 23. Februar 2010, 11:00 Uhr
 
16 Teilnehmer aus 10 Ländern, davon 14 in der Wertung. Disqualifiziert: Sven Kramer (NED), nicht gestartet: Enrico Fabris (ITA).
| Platz | Land | Sportler            | Zeit (min)    |
| ----- | ---- | ------------------- | ------------- |
| 1     | KOR  | Lee Seung-hoon      | 12:58,55 (OR) |
| 2     | RUS  | Iwan Skobrew        | 13:02,07      |
| 3     | NED  | Bob de Jong         | 13:06,73      |
| 4     | FRA  | Alexis Contin       | 13:12,11      |
| 5     | NOR  | Håvard Bøkko        | 13:14,92      |
| 6     | NOR  | Sverre Haugli       | 13:18,74      |
| 7     | NOR  | Henrik Christiansen | 13:25,65      |
| 8     | USA  | Jonathan Kuck       | 13:31,78      |
| 9     | NED  | Arjen van der Kieft | 13:33,37      |
| 10    | GER  | Marco Weber         | 13:35,73      |

Für ein Kuriosum im 10.000-Meter-Wettkampf sorgte die Disqualifikation des 5000-Meter-Olympiasiegers Sven Kramer. Nachdem der Südkoreaner Lee Seung-hoon im fünften von acht Paaren einen neuen olympischen Rekord aufgestellt hatte, zeigte der niederländische Mitfavorit im letzten Duell gegen den Russen Iwan Skobrew eine noch bessere Leistung und führte gegen Rennmitte mit einem deutlichen Vorsprung von fast vier Sekunden. Bei der Sieben-Kilometer-Marke wies ihn sein Trainer Gerard Kemkers auf die falsche Bahn, sodass Kramer schließlich von der Jury disqualifiziert wurde – nachdem er im Ziel die bestehende Bestzeit klar unterboten und bereits seine Goldmedaille gefeiert hatte. Unmittelbar nach dem Wettbewerb beschimpfte der Athlet seinen Trainer, der auch die Verantwortung für den Fehler übernahm und erklärte, für ihn stürze eine Welt zusammen. In den niederländischen Medien wurde die Disqualifikation viel thematisiert; der in Vancouver anwesende Prinz Willem-Alexander beschrieb die Situation als dramatisch. In der Folge äußerten sich mehrere Athleten zugunsten Kemkers, der schließlich vorläufig auch Kramers Trainer blieb. Kramer begründete diese Entscheidung damit, dass er mit Kemkers’ Hilfe etliche Titel erreicht habe, nun könne er ihn „unmöglich fallenlassen“. Nach der Saison 2010 trennte Kramer sich allerdings doch von Kemkers.

### Teamverfolgung
Datum: 26. Februar 2010, 12:30 Uhr (Qualifikation)
 27. Februar 2010, 12:30 Uhr (Finals)
| Platz | Land | Sportler                                                                       | Zeit (min)   |
| ----- | ---- | ------------------------------------------------------------------------------ | ------------ |
| 1     | CAN  | Mathieu Giroux Lucas Makowsky Denny Morrison                                   | 3:41,37      |
| 2     | USA  | Brian Hansen Chad Hedrick Jonathan Kuck (Trevor Marsicano)                     | 3:41,58      |
| 3     | NED  | Jan Blokhuijsen Sven Kramer Mark Tuitert (Simon Kuipers)                       | 3:39,95 (OR) |
| 4     | NOR  | Håvard Bøkko Henrik Christiansen Mikael Flygind Larsen (Fredrik van der Horst) | 3:40,50      |
| 5     | KOR  | Ha Hong-seon Lee Jong-woo Lee Seung-hoon                                       | 3:48,60      |
| 6     | ITA  | Matteo Anesi Ermanno Ioriatti Luca Stefani (Enrico Fabris)                     | 3:54,39      |
| 7     | SWE  | Joel Eriksson Daniel Friberg Johan Röjler                                      | 3:46,18      |
| 8     | JPN  | Shigeyuki Dejima Shingo Doi Hiroki Hirako (Teruhiro Sugimori)                  | 3:49,11      |

( ) Teilnahme im Viertel- oder Halbfinale
Das niederländische Team (Blokhuijsen, Kramer, Tuitert) lief mit 3:39,95 min im B-Finale olympischen Rekord.

#### Ausscheidungsläufe
|  | Viertelfinale                              | Viertelfinale                              |                                         |         | Halbfinale | Halbfinale |  |  | A-Finale | A-Finale |
|  |                                            |                                            |                                         |         |            |            |  |  |          |          |
|  | KanadaGiroux, Makowsky, Morrison           | 3:42,38                                    |                                         |         |            |            |  |  |          |          |
|  | ItalienAnesi, Stefani, Fabris              | 3:46,34                                    |                                         |         |            |            |  |  |          |          |
|  | ItalienAnesi, Stefani, Fabris              | 3:46,34                                    | KanadaGiroux, Makowsky, Morrison        | 3:42,22 |            |            |  |  |          |          |
|  |                                            |                                            | KanadaGiroux, Makowsky, Morrison        | 3:42,22 |            |            |  |  |          |          |
|  |                                            | NorwegenBøkko, van der Horst, Christiansen | 3:43,45                                 |         |            |            |  |  |          |          |
|  | SüdkoreaHa, Lee J.-w., Lee S.-h.           | NorwegenBøkko, van der Horst, Christiansen | 3:43,45                                 | 3:43,69 |            |            |  |  |          |          |
|  | SüdkoreaHa, Lee J.-w., Lee S.-h.           |                                            |                                         | 3:43,69 |            |            |  |  |          |          |
|  | NorwegenBøkko, Larsen, van der Horst       | 3.43,66                                    |                                         |         |            |            |  |  |          |          |
|  |                                            |                                            | KanadaGiroux, Makowsky, Morrison        | 3:41,37 |            |            |  |  |          |          |
|  |                                            | Vereinigte StaatenHansen, Hedrick, Kuck    | 3:41,58                                 |         |            |            |  |  |          |          |
|  | Vereinigte StaatenHedrick, Kuck, Marsicano | 3:44,25                                    |                                         |         |            |            |  |  |          |          |
|  | JapanDejima, Hirako, Sugimori              | 3:48,15                                    |                                         |         |            |            |  |  |          |          |
|  | JapanDejima, Hirako, Sugimori              | 3:48,15                                    | NiederlandeBlokhuijsen, Kramer, Tuitert | 3:43,11 |            |            |  |  |          |          |
|  |                                            |                                            | NiederlandeBlokhuijsen, Kramer, Tuitert | 3:43,11 |            |            |  |  |          |          |
|  |                                            | Vereinigte StaatenHansen, Hedrick, Kuck    | 3:42,71                                 |         |            |            |  |  |          |          |
|  | NiederlandeBlokhuijsen, Kramer, Kuipers    | Vereinigte StaatenHansen, Hedrick, Kuck    | 3:42,71                                 | 3:44,25 |            |            |  |  |          |          |
|  | NiederlandeBlokhuijsen, Kramer, Kuipers    |                                            |                                         | 3:44,25 |            |            |  |  |          |          |
|  | SchwedenEriksson, Friberg, Röjler          | 3:46,40                                    |                                         |         |            |            |  |  |          |          |

## Ergebnisse Frauen

### 500 m
Datum: 16. Februar 2010, 13:00 Uhr
 

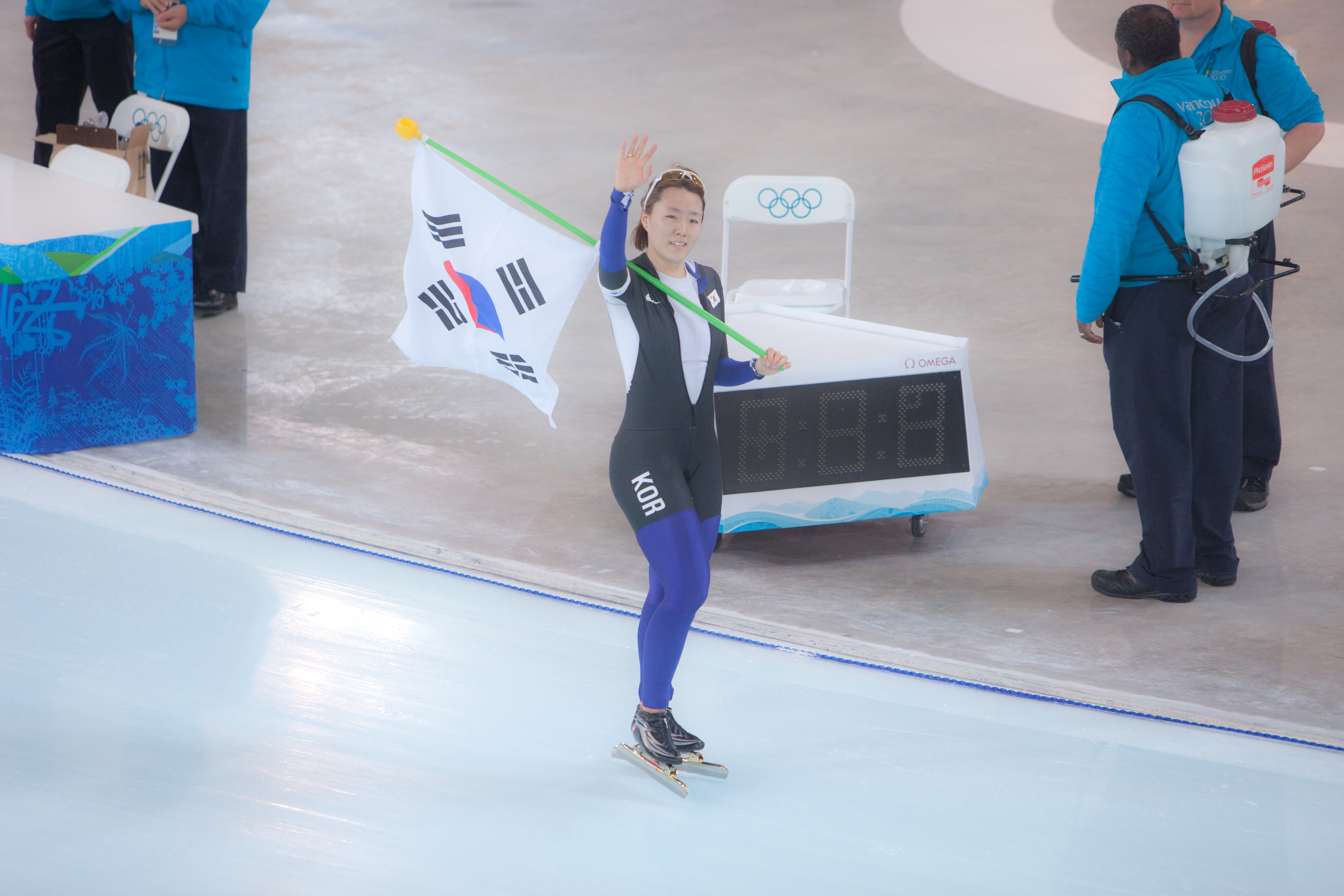
Lee Sang-hwa

36 Teilnehmerinnen aus 14 Ländern, davon 35 in der Wertung.
| Platz | Land | Sportlerin          | 1. Lauf (s) | 2. Lauf (s) | Gesamtzeit (min) |
| ----- | ---- | ------------------- | ----------- | ----------- | ---------------- |
| 1     | KOR  | Lee Sang-hwa        | 38,24       | 37,85       | 1:16,09          |
| 2     | GER  | Jenny Wolf          | 38,30       | 37,83       | 1:16,14          |
| 3     | CHN  | Wang Beixing        | 38,48       | 38,14       | 1:16,63          |
| 4     | NED  | Margot Boer         | 38,51       | 38,36       | 1:16,87          |
| 5     | JPN  | Sayuri Yoshii       | 38,56       | 38,43       | 1:16,99          |
| 6     | USA  | Heather Richardson  | 38,69       | 38,47       | 1:17,17          |
| 7     | CHN  | Zhang Shuang        | 38,53       | 38,80       | 1:17,33          |
| 8     | CHN  | Jin Peiyu           | 38,68       | 38,77       | 1:17,45          |
| 9     | PRK  | Ko Hyon-suk         | 38,89       | 38,57       | 1:17,47          |
| 10    | CAN  | Christine Nesbitt   | 38,88       | 38,69       | 1:17,57          |
| 11    | GER  | Monique Angermüller | 38,76       | 38,83       | 1:17,59          |
|       |      |                     |             |             |                  |
| 28    | GER  | Judith Hesse        | 39,35       | 39,48       | 1:18,84          |

### 1000 m
Datum: 18. Februar 2010, 13:00 Uhr
 
36 Teilnehmerinnen aus 15 Ländern, davon 35 in der Wertung.
| Platz | Land | Sportlerin             | Zeit (min) |
| ----- | ---- | ---------------------- | ---------- |
| 1     | CAN  | Christine Nesbitt      | 1:16,56    |
| 2     | NED  | Annette Gerritsen      | 1:16,58    |
| 3     | NED  | Laurine van Riessen    | 1:16,72    |
| 4     | CAN  | Kristina Groves        | 1:16,78    |
| 5     | JPN  | Nao Kodaira            | 1:16,80    |
| 6     | NED  | Margot Boer            | 1:16,94    |
| 7     | USA  | Jennifer Rodriguez     | 1:17,08    |
| 8     | NED  | Ireen Wüst             | 1:17,28    |
| 9     | USA  | Heather Richardson     | 1:17,37    |
| 10    | NOR  | Hege Bøkko             | 1:17,43    |
|       |      |                        |            |
| 14    | GER  | Anni Friesinger-Postma | 1:17,71    |
| 17    | GER  | Jenny Wolf             | 1:17,91    |
| 22    | GER  | Monique Angermüller    | 1:18,17    |

### 1500 m
Datum: 21. Februar 2010, 15:00 Uhr
 
36 Teilnehmerinnen aus 14 Ländern, alle in der Wertung.
| Platz | Land | Sportlerin             | Zeit (min) |
| ----- | ---- | ---------------------- | ---------- |
| 1     | NED  | Ireen Wüst             | 1,56,89    |
| 2     | CAN  | Kristina Groves        | 1,57,14    |
| 3     | CZE  | Martina Sáblíková      | 1:57,96    |
| 4     | NED  | Margot Boer            | 1:58,10    |
| 5     | JPN  | Nao Kodaira            | 1:58,20    |
| 6     | CAN  | Christine Nesbitt      | 1:58,33    |
| 7     | NED  | Annette Gerritsen      | 1:58,46    |
| 8     | RUS  | Jekaterina Schichowa   | 1:58,54    |
| 9     | GER  | Anni Friesinger-Postma | 1:58,67    |
| 10    | GER  | Daniela Anschütz-Thoms | 1:58,85    |
| 13    | GER  | Monique Angermüller    | 1:59,46    |
| 22    | GER  | Isabell Ost            | 2:01,69    |
| 28    | AUT  | Anna Rokita            | 2:02,67    |

### 3000 m
Datum: 14. Februar 2010, 13:00 Uhr
 

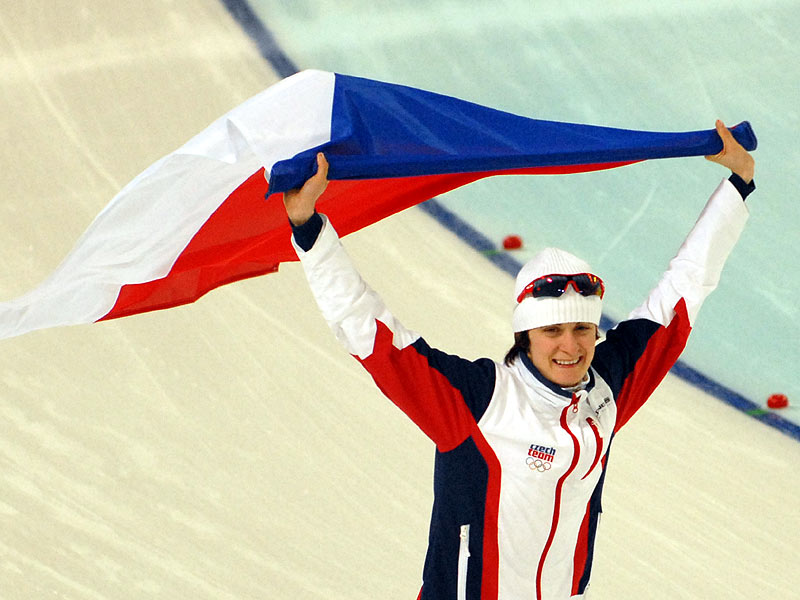
Sabliková feiert ihren Sieg

28 Teilnehmerinnen aus 13 Ländern, alle in der Wertung.
| Platz | Land | Sportlerin             | Zeit (min) |
| ----- | ---- | ---------------------- | ---------- |
| 1     | CZE  | Martina Sáblíková      | 4:02,53    |
| 2     | GER  | Stephanie Beckert      | 4:04,62    |
| 3     | CAN  | Kristina Groves        | 4:04,84    |
| 4     | GER  | Daniela Anschütz-Thoms | 4:04,87    |
| 5     | CAN  | Clara Hughes           | 4:06,01    |
| 6     | JPN  | Masako Hozumi          | 4:07,36    |
| 7     | NED  | Ireen Wüst             | 4:08,09    |
| 8     | NOR  | Maren Haugli           | 4:10,01    |
| 9     | USA  | Nancy Swider-Peltz     | 4:11,16    |
| 10    | NED  | Renate Groenewold      | 4:11,25    |
| 13    | GER  | Katrin Mattscherodt    | 4:13,72    |
| 16    | AUT  | Anna Rokita            | 4:16,42    |

### 5000 m
Datum: 24. Februar 2010, 13:00 Uhr
 

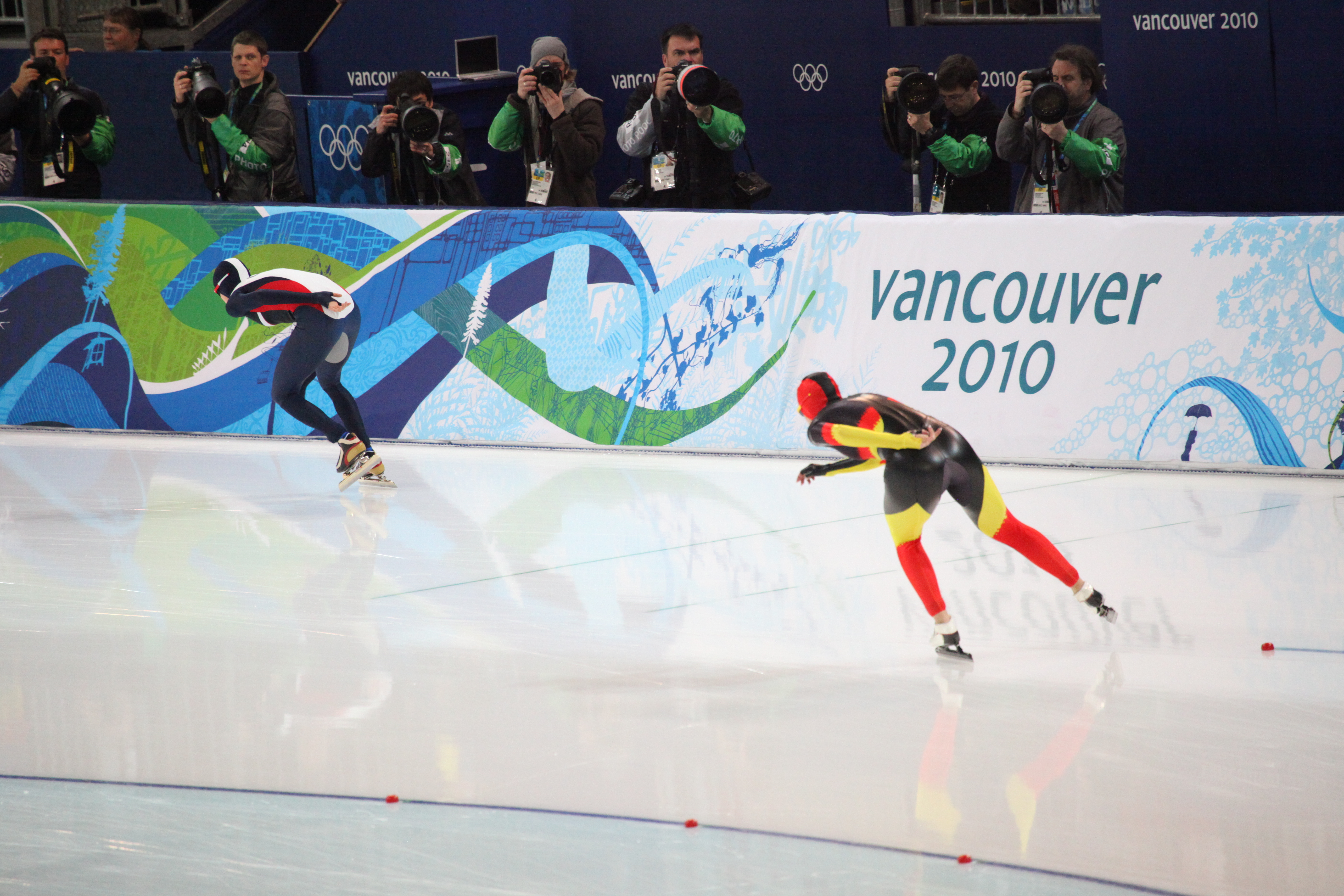
Sabliková (links) im Duell mit Anschütz-Thoms (rechts)

16 Teilnehmerinnen aus 9 Ländern, davon 15 in der Wertung. Disqualifiziert: Katrin Mattscherodt (GER).
| Platz | Land | Sportlerin             | Zeit (min) |
| ----- | ---- | ---------------------- | ---------- |
| 1     | CZE  | Martina Sáblíková      | 6:50,91    |
| 2     | GER  | Stephanie Beckert      | 6:51,39    |
| 3     | CAN  | Clara Hughes           | 6:55,73    |
| 4     | GER  | Daniela Anschütz-Thoms | 6:58,64    |
| 5     | NOR  | Maren Haugli           | 7:02,19    |
| 6     | CAN  | Kristina Groves        | 7:04,57    |
| 7     | JPN  | Masako Hozumi          | 7:04,96    |
| 8     | USA  | Jilleanne Rookard      | 7:07,48    |
| 9     | JPN  | Shiho Ishizawa         | 7:12,23    |
| 10    | NED  | Jorien Voorhuis        | 7:13,27    |

### Teamverfolgung
Datum: 26. Februar 2010, 12:30 Uhr (Qualifikation)
 27. Februar 2010, 12:30 Uhr (Finals)
| Platz | Land | Sportlerin                                                                            | Zeit (min) |
| ----- | ---- | ------------------------------------------------------------------------------------- | ---------- |
| 1     | GER  | Daniela Anschütz-Thoms Stephanie Beckert Katrin Mattscherodt (Anni Friesinger-Postma) | 3:02,82    |
| 2     | JPN  | Masako Hozumi Nao Kodaira Maki Tabata                                                 | 3:02,84    |
| 3     | POL  | Katarzyna Bachleda-Curuś Katarzyna Woźniak Luiza Złotkowska                           | 3:03,73    |
| 4     | USA  | Catherine Raney Jennifer Rodriguez Jilleanne Rookard (Nancy Swider-Peltz)             | 3:05,30    |
| 5     | CAN  | Kristina Groves Christine Nesbitt Brittany Schussler                                  | 3:01,41    |
| 6     | NED  | Diane Valkenburg Jorien Voorhuis Ireen Wüst (Renate Groenewold)                       | 3:02,04    |
| 7     | RUS  | Jekaterina Lobyschewa Alla Schabanowa Jekaterina Schichowa (Galina Lichatschowa)      | 3:06,47    |
| 8     | KOR  | Lee Ju-yeon Noh Seon-yeong Park Do-yeong                                              | 3:06,96    |

( ) Teilnahme im Viertel- oder Halbfinale
Anni Friesinger-Postma stürzte im Halbfinale und schlitterte auf dem Bauch über die Ziellinie. Sie wurde daraufhin für das Finale durch Katrin Mattscherodt ersetzt.

#### Ausscheidungsläufe
|  | Viertelfinale                                         | Viertelfinale                                      |                                                       |         | Halbfinale | Halbfinale |  |  | A-Finale | A-Finale |
|  |                                                       |                                                    |                                                       |         |            |            |  |  |          |          |
|  | JapanHozumi, Kodaira, Tabata                          | 3:02,89                                            |                                                       |         |            |            |  |  |          |          |
|  | SüdkoreaLee, Noh, Park                                | 3:07,45                                            |                                                       |         |            |            |  |  |          |          |
|  | SüdkoreaLee, Noh, Park                                | 3:07,45                                            | JapanHozumi, Kodaira, Tabata                          | 3:02,73 |            |            |  |  |          |          |
|  |                                                       |                                                    | JapanHozumi, Kodaira, Tabata                          | 3:02,73 |            |            |  |  |          |          |
|  |                                                       | PolenBachleda-Curuś, Woźniak, Złotkowska           | 3:02,92                                               |         |            |            |  |  |          |          |
|  | PolenBachleda-Curuś, Woźniak, Złotkowska              | PolenBachleda-Curuś, Woźniak, Złotkowska           | 3:02,92                                               | 3:02,90 |            |            |  |  |          |          |
|  | PolenBachleda-Curuś, Woźniak, Złotkowska              |                                                    |                                                       | 3:02,90 |            |            |  |  |          |          |
|  | RusslandLichatschowa, Lobyschewa, Schichowa           | 3:04,86                                            |                                                       |         |            |            |  |  |          |          |
|  |                                                       |                                                    | JapanHozumi, Kodaira, Tabata                          | 3:02,84 |            |            |  |  |          |          |
|  |                                                       | DeutschlandAnschütz-Thoms, Beckert, Mattscherodt   | 3:02,82                                               |         |            |            |  |  |          |          |
|  | DeutschlandAnschütz-Thoms, Beckert, Friesinger-Postma | 3:01,95                                            |                                                       |         |            |            |  |  |          |          |
|  | NiederlandeGroenewold, Valkenburg, Wüst               | 3:03,38                                            |                                                       |         |            |            |  |  |          |          |
|  | NiederlandeGroenewold, Valkenburg, Wüst               | 3:03,38                                            | DeutschlandAnschütz-Thoms, Beckert, Friesinger-Postma | 3:03,55 |            |            |  |  |          |          |
|  |                                                       |                                                    | DeutschlandAnschütz-Thoms, Beckert, Friesinger-Postma | 3:03,55 |            |            |  |  |          |          |
|  |                                                       | Vereinigte StaatenRodriguez, Rookard, Swider-Peltz | 3:03,78                                               |         |            |            |  |  |          |          |
|  | Vereinigte StaatenRodriguez, Rookard, Swider-Peltz    | Vereinigte StaatenRodriguez, Rookard, Swider-Peltz | 3:03,78                                               | 3:02,19 |            |            |  |  |          |          |
|  | Vereinigte StaatenRodriguez, Rookard, Swider-Peltz    |                                                    |                                                       | 3:02,19 |            |            |  |  |          |          |
|  | KanadaGroves, Nesbitt, Schussler                      | 3:02,24                                            |                                                       |         |            |            |  |  |          |          |